# Carsten Keller (Hockeyspieler)
Carsten Keller (* 8. September 1939 in Berlin) ist ein ehemaliger deutscher Hockeyspieler und Olympiasieger. Er spielte insgesamt 133-mal für die deutsche Hockeynationalmannschaft der Herren.

## Leben
Bereits vor seiner Einschulung lernte Keller mit dem Hockeyschläger umzugehen, denn bereits sein Vater Erwin Keller gewann 1936 bei den Olympischen Spielen in Berlin die Silbermedaille. Später lernte er Versicherungskaufmann.
Carsten Keller nahm 1960 erstmals an Olympischen Spielen teil und wurde Siebter. Acht Jahre später wurde er mit der deutschen Mannschaft Vierter bei den Spielen in Mexiko-Stadt.
1972 in München gewann er als Spielführer der Nationalmannschaft die Goldmedaille und beendete damit die langjährige Dominanz von Pakistan in diesem Sport (die pakistanischen Spieler wurden wegen Unsportlichkeiten nach dem Spiel lebenslang gesperrt und nur auf höchste politische Intervention Jahre später begnadigt). Bei der Schlussfeier war er der Fahnenträger der bundesdeutschen Mannschaft. Danach zog er sich als deutscher Rekordnationalspieler vom aktiven Sport zurück und wurde Trainer beim Berliner Hockey Club. In dieser Funktion gewann er zwölfmal die deutsche Meisterschaft mit Jugendmannschaften. Carsten Keller arbeitet hauptberuflich als selbständiger Generalvertreter eines Versicherungskonzerns.

## Kinder
Drei seiner Kinder sind ebenfalls Medaillengewinner bei Olympia. Sein Sohn Andreas gewann Gold in Barcelona 1992 und Silber in Los Angeles 1984 und in Seoul 1988. Die Tochter Natascha gewann die Goldmedaille bei den Sommerspielen 2004. Sohn Florian Keller gewann die Goldmedaille bei den Sommerspielen 2008.